# Список пісень про Київ

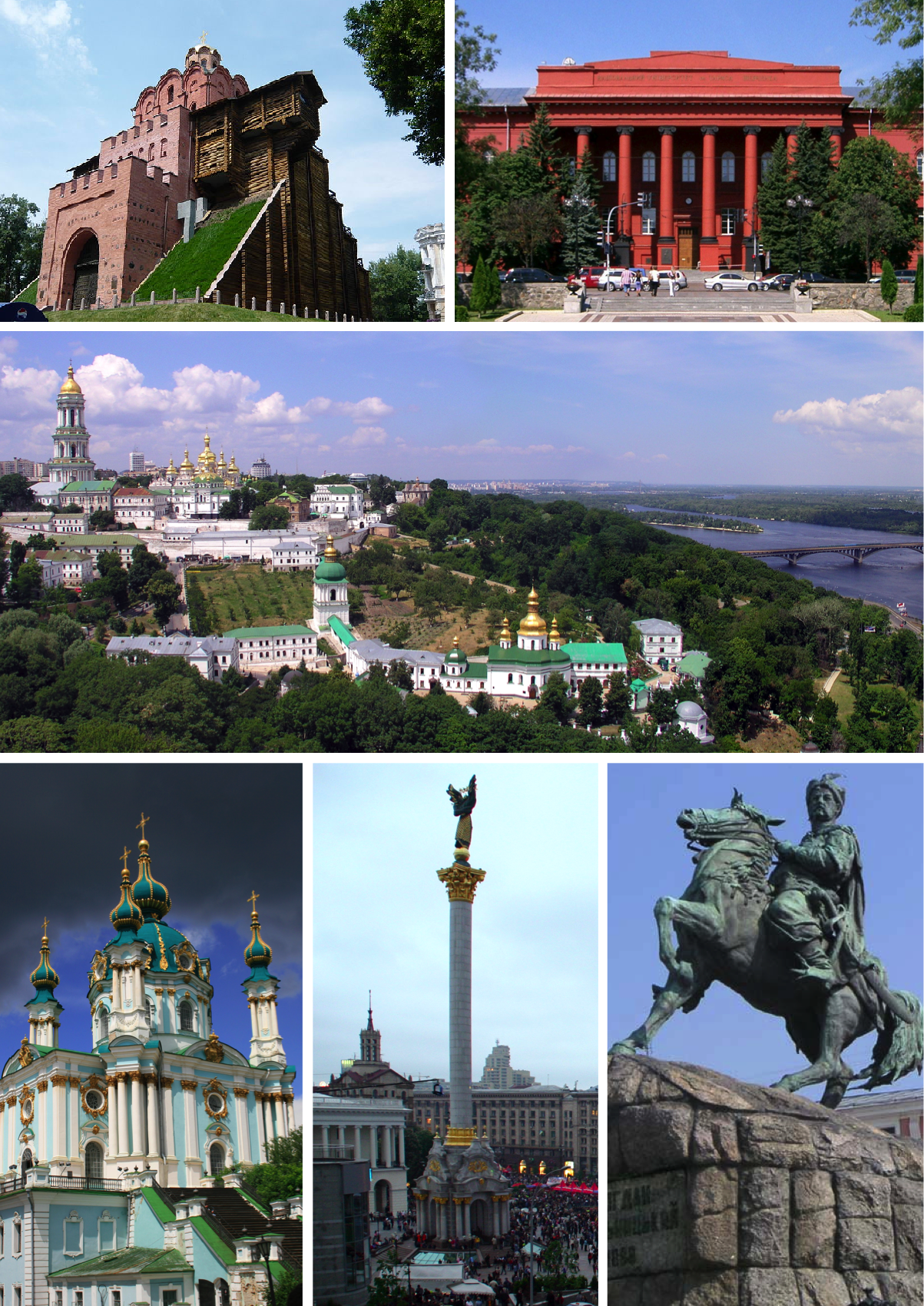
Київ

Список пісень про Київ, які написали та/або виконують значущі музиканти.
Пісні про Київ або якусь його місцевість. Також згадані пісні, дія яких відбувається у Києві, або на які надихнуло місто Київ (див. стовпчик Примітки).
Не включені пісні, де Київ лише побіжно згаданий.
| Назва                                           | Автор                                                     | Рік         | Примітки |
| ----------------------------------------------- | --------------------------------------------------------- | ----------- | --- |
| «Як тебе не любити, Києве мій!»                 | Слова — Д. Луценко, Музика — І. Шамо                      | 1962        | Першими виконавцями стали — Ю. Гуляєв та К. Огневий. Також виконували — М. Кондратюк, Д. Гнатюк, О. Вінник, О. Пономарьов, Ю. Мамчук, гурт Gogol Bordello, Trio Mandili, Cepasa.                                                    |
| «Білі каштани»                                  | Слова — А. Малишко, Музика — П. Майборода                 | 1953        | [ 2 ] |
| «Пісня про Київ» (лірична)                      | А. Малишко                                                | 1956        | [ 3 ] |
| «Київський вальс»                               | Слова — А. Малишко, Музика — П. Майборода                 | 1950 (1954) | Її виконували — Хорова капела Українського радіо під кер. Ю. Таранченка, (солісти М. Фокін, М. Шевченко); Ю. Гуляєв, С. Клочкова-Коваленко, Н. Шелепницька, А. Мокренко, С. Козак і В. Гуров; Л. Маковецька й О. Трофимчук та інші. |
| «Гідропарк», «Гідропарк мости»                  | М. Ковальський                                            | 2017, 2018  | [ 7 ] [ 8 ] |
| «А я Хрещатиком пройдусь»                       | Слова — З. Кучерява, Музика — О. Гавриш                   | 2005~       | [ 9 ] |
| «Київ»                                          | О. Голуб                                                  | 2006~       | [ 10 ] |
| «Мій коханий Київ»                              | Слова — Б. Чіп, Музика — О. Осадчий                       | 2009~       | Виконує — О. Василенко |
| «Стольний град Київ»                            | Слова — В. Матвієнко, Музика — В. Захарченко, Є. Пухлянко | ?           | Виконують — Кубанський козачий хор, В. Волощук |
| «Благословенний Києве...»                       | Слова — В. Крищенко, Музика — В. Домшинський              | 2003        | Виконує — П. Мрежук |
| «Мій Києве-граде»                               | А. Матвійчук                                              | 2000        | [ 15 ] |
| «Київ чудесний»                                 | Слова — І. Барах, Музика — Л. Вербицький                  | 1965        | Виконує — В. Купріна |
| «Київ вечірній»                                 | Слова — Л. Татаренко, Музика — А. Горчинський             | 1958        | Виконує — А. Бесєдін |
| «Пісня про визволення Києва»                    | П. Носач                                                  | 1945        | |
| «Хрещатик»                                      | Слова — Ю. Рибчинський, Музика — П. Зібров                | 1993        | Виконує — П. Зібров, В. Білоцерківський |
| «Дівчинка із Київського гетто»                  | Лілу45 (lely45)                                           | 2023        | [ 21 ] |
| «Misto»                                         | ONUKA                                                     | 2015        | [ 23 ] |
| «Говорить Київ»                                 | PROBASS ∆ HARDI                                           | 2022        | |
| «про Київ»                                      | Tember Blanche                                            | 2022        | |
| «Афіни, Київ і Стамбул»                         | В. Павлик                                                 | 2004        | Слова — С. Лазо, Музика — Ф. Демірташ |
| «Київ»                                          | Є. Філатов                                                | 2023        | |
| «Троєщина»                                      | Жадан i Собаки                                            | 2019        | |
| «Київський вокзал»                              | Blooms Corda                                              | 2022        | |
| «Київ-Лондон»                                   | O.Torvald                                                 | 2008        | |
| « Festival» (присвята Києву)                    | The Hardkiss                                              | 2023        | |
| «Киянка»                                        | thekomakoma, feat. Марія Стопник                          | 2021        | |
| «Kyiv»                                          | Tom Misch, Yussef Dayes                                   | 2020        | |
| «Kiev»                                          | Vanessa Paradis                                           | 2019        | |
| «Эффект лестницы», «Без трамваев»               | Вагоновожатые                                             | 2017, 2013  | [ 23 ] |
| «Динамо Київ»                                   | ВУЗВ                                                      | 2015        | |
| «Києве Мій»                                     | гурт [O]                                                  | 2020        | |
| «Київський вальс»                               | Квітка Цісик                                              |             | [ 23 ] |
| «Каштани»                                       | Лідія Відаш                                               |             | [ 23 ] |
| «Київський триптих»                             | Мертвий півень                                            | 1993        | |
| «ХВЛВ», «Темнота у Кло», «Афтерклоузер», «Київ» | Ницо Потворно                                             | 2020-ті     | [ 23 ] |
| «Все, що мені потрібно» , «Тільки в Києві»      | О. Таранець                                               | 1960        | [ 23 ] |
| «весь день»                                     | паліндром                                                 | 2019        | |
| «Київ-Берлін-Київ»                              | Фіолет                                                    | 2019        | |
| «Вулиця Фучика»                                 | adm:t                                                     | 2021        | |
| «Панельні будівлі»                              | Mistmorn                                                  | 2021        | [ 8 ] |
| «Метро»                                         | квіткіс                                                   | 2021        | |
| «Живуть і працюють у Києві»                     | Ю. Бондарчук                                              | 2022        | |
| «Киянко мила»                                   | ВІА Чарівні гітари                                        | 1976        | [ 8 ] |
| «Каштани падають на брук»                       | Л. Остапенко, Ю. Пашковська                               | 1965        | Слова — М. Ткач, Музика — О. Білаш |
| «У Київ» (Djo «End of Beginning» Cover)         | KAZKA & ENLEO                                             | 2024        | |
| «Знайти себе»                                   | Макс Барських                                             | 2023        | |
| «Я люблю тебе, Київ»                            | DZIDZIO                                                   | 2020        | |
| «Київ то є Вдома»                               | SAGE, elarm, Marbi                                        | 2022        | Російськомовна версія була випущена раніше |
| «Місто»                                         | TOLO4NYI                                                  | 2022        | |
| «Під київським небом»                           | BOBOVA                                                    | 2023        | |
| «Київ»                                          | О. Потапенко (ПТП, Потап)                                 | 2022        | |
| «Київ»                                          | Souljust                                                  | 2022        | |
| «До хмар»                                       | GREMO                                                     | 2022        | [ 21 ] |
| «Livoberezhna»                                  | DAS WORTSPIEL                                             | 2022        | [ 21 ] |
| «Київські вулиці»                               | Postman                                                   | 2017        | |